# Boronia megastigma
Boronia megastigma es una especie de arbusto en la familia de los cítricos conocida por el nombre común de boronia parda (brown boronia en inglés). Es una de las varias especies de Boronia cultivadas por su  fragancia intensa y atractiva. Es la principal especie de Boronia fuente de aceites esenciales, mientras su pariente Boronia heterophylla es más cultivado como planta ornamental aromática. La planta es endémica del estado de Australia Occidental, aunque otros países, dada la alta demanda, también cultivan grandes cantidades de esta especie, incluyendo Europa, Israel, Sudáfrica, Nueva Zelanda o California (Estados Unidos)

## Descripción
B. megastigma es un pequeño arbusto acercándose a un metro en su altura máxima. Las hojas estrechas, gruesas y lineares están dispuestas en verticilos alrededor de las ramas del tallo. Estas son verde oscuras y glandulares, y están perfumadas, pero es la flor de la planta la que es codiciada por sus aceites. Todos los órganos de la flor contienen glándulas aceitosas y su actividad es considerable mientras el estigma es receptivo al polen, lo cual sugiere que la producción de fragancia puede servir para atraer polinizadores tales como insectos. En la planta silvestre, cada flor mide aproximadamente un centímetro de ancho y tiene forma de copa la cual es parda o púrpura-rojiza al exterior y amarillo brilloso por adentro. La floración ocurre en primavera. Existen algunas variedades cultivadas que dan flores de diferentes colores. Algunas de estas subespecies son: 
- Boronia megastigma harlequin: amarilla por dentro y con bandas amarillas y marrones por fuera.[4]
- Boronia megastigma chandleri: amarilla por dentro, de color borgoña por fuera.[5]
- Boronia megastigma lutea: amarilla tanto por dentro como por fuera.

Como en el resto de Boronias, la especie puede ser difícil de desarrollarse a partir de las semillas, pues están cuentan con un duro revestimiento que las impiden germinar a no ser que encuentre las condiciones ideales, quedando así en un estado de latencia. Sin embargo, crecen fácilmente a través de esquejes.
A pesar de ser ampliamente cultivada, no soporta climas tropicales o subtropicales.

## Propiedades
Los dos principales compuestos de aromas del aceite de esta especie son  β-ionona y acetato de dodecil. El aceite se usa en perfumes y como un aditivo en alimentos  que realza los sabores frutales.

## Taxonomía
Boronia megastigma fue descrita por Christian Gottfried Daniel Nees von Esenbeck y publicado en Plantae Preissianae 2: 227, en el año 1848.
Sinonimia
- Boronia megastigma var. aurea auct.
- Boronia tristis Turcz.[9]